# Julio César Herrero
Julio César Herrero (Mieres, Asturias, 1973) es un periodista, profesor y escritor español especializado en comunicación política.

## Trayectoria académica
Doctor en Ciencias de la Información por la Universidad Complutense de Madrid, es investigador del Instituto Universitario de Investigación en Estudios Latinoamericanos de la Universidad de Alcalá y decano de la Facultad de Comunicación de la Universidad del Atlántico Medio. Comenzó su carrera académica en el Centro de Estudios Superiores Felipe II. Posteriormente, se incorporó al claustro de la Universidad CEU San Pablo. En 2009 asumió el decanato de la Facultad de Comunicación de la Universidad Camilo José Cela, donde dirigió el Centro Internacional de Gobierno y Marketing Político (CIGMAP). Actualmente, dirige el Centro de Estudios Superiores en Comunicación y Marketing Político (CESCOMPOL).
Es autor de trabajos publicados en revistas como CIC, Estudios sobre el Mensaje Periodístico, ZER o Doxa. Ha realizado estancias internacionales de investigación en instituciones como la Universidad de California en San Diego y la John Fitzgerald Kennedy School of Government (Universidad de Harvard).

## Trabajo periodístico
Tras licenciarse en Periodismo, inició su actividad profesional colaborando en el diario asturiano La Nueva España. Dirigió la emisora Onda Cero (España) en el sureste de Madrid hasta que en 2011 se incorporó a la cadena ABC Punto Radio para dirigir y presentar el magacín regional ‘Queremos Hablar’ y, en 2012, ‘Queremos hablar. La hora extra’, de ámbito nacional.
En 2011 presentó las series de televisión Asesinos en serie y Hablando de crímenes, del canal Crimen & Investigación (España),(History Channel). Es también la voz en off de la serie documental Madrid, barrio a barrio de Telemadrid.
Colabora como analista político en el programa La Linterna, de Ángel Expósito (cadena COPE), en La noche en 24 horas y La tarde en 24 horas de (TVE), en Malas lenguas de TVE2 y en la revista Este País.

## Obra
- Elementos del Pensamiento Crítico. (Marcial Pons, Madrid, 2016, ISBN 9788491230809)
- Pero ¿qué me estás contando? Tertulianos, políticos y pensamiento crítico. (Kindle, 2015, ISBN 9781514853078)
- La comunicación en campaña. (Pearson, Madrid, 2014, ISBN 978-84-9035-141-3)
- CoEd con Pérez-Ugena, Álvaro, Materiales para la innovación en estructura de la comunicación. (Universitas, Madrid, 2010, ISBN 9788479912758)
- Manual de Teoría de la Comunicación y de la Información . (Universitas, Madrid, 2009, ISBN 9788479912529)
- CoEd con Rodríguez, Amalio, El Candidato: Manual de relaciones con los medios, (Comunicación Social, Sevilla, 2008, ISBN 9788496082540)
- CoEd con Fuente, Juan Luis, La comunicación en el protocolo. (Ediciones Protocolo, Madrid, 2004 ISBN 9788495789082)
- Una forma de hablar. (Pablo Iglesias, Madrid, 2004, ISBN 9788495886118)